# 久光仁平
久光 仁平（ひさみつ にへい、1818年（文政元年）- 1878年（明治10年）10月12日）は、日本の実業家・起業家。小松屋（久光製薬の前身)の代表者であり、久光製薬の事実上の創業者である。

## 来歴
肥前国基肄郡田代村大字田代駅（現・佐賀県鳥栖市田代大官町）で問屋を営む久光惣市の長男として生まれる。久光家は屋号を小松屋と言い、問屋で物資の仲介販売を行う傍ら、商人を宿泊させる旅館も兼ねていた。
1847年（弘化4年）、親戚筋にあたる代官所の侍医荒木安易に漢方薬の製法を習い、製薬・売薬の店「小松屋」を創業（久光製薬ではこの年を創業年としている）。「安妙湯」、「健胃功勝丹」、「小児丸」を製造販売した。
1849年（嘉永2年）には日向領での配置売薬を始めた。田代領の売薬業者たちが薩摩や肥後へ多く進出していたこともあり、仁平は販路を日向と決め、積極的に市場を開拓していった。
1856年（安政3年）2月12日、父惣市が63歳で亡くなり、小松屋の経営を一手に担うこととなった。
1871年（明治4年）、家督を長男の久光与市に譲り隠居した。
なお、「第五大学区第七中学区第一大区基肄郡各小学学資寄付」という名簿に「田代下町　金七圓　久光仁平」の記載がある。